# 尤皮亚
尤皮亚（英語：Yupia）是印度阿鲁纳恰尔邦帕普派尔县的首府。距離阿魯納恰爾邦首府伊塔那噶大約20公里。
阿鲁纳恰尔邦国家理工学院位于此的。